# All I Want Is You
Singles de U2
When Love Comes to Town
(1988) The Fly
(1991)
All I Want Is You est une chanson du groupe de rock irlandais U2, sortie en 1989, en tant que quatrième et dernier single de l'album Rattle and Hum. 

## Caractéristiques
C'est la 17e et dernière piste de leur sixième opus Rattle and Hum, publié en 1988. Il apparaît également dans le film Rattle and Hum, en générique de clôture. Né d’une mélodie de guitare dégotée par The Edge durant l’hiver 1988, All I Want Is You fut transcendé par ses arrangements au violon signés Van Dyke Parks et son final instrumental.

## Clip vidéo
Le clip a été tourné le 18 avril 1989, par le réalisateur irlandais Meiert Avis, dans la ville d'Ostia, une station balnéaire de Rome ; plus précisément sur la plage de Capocotta. Écrit par Barry Devlin, la vidéo adopte une approche cinématographique inhabituelle de la chanson, les membres du groupe ne faisant que de brèves apparitions. Le court-métrage raconte l'histoire d'un nain joué par Paolo Risi qui tombe amoureux d'une trapéziste jouée par Paola Rinaldi, dont l'un meurt apparemment vers la fin. Bien qu'il y ait un désaccord parmi les fans sur qui est mort exactement, le guitariste The Edge a révélé que ce serait la trapéziste.
Le clip de la chanson rend hommage au réalisateur italien Federico Fellini, qui avait tourné son tout dernier film, La voce della luna, à quelques kilomètres à peine du plateau du groupe irlandais.

## Classements
All I Want Is You s'est classé 1er des ventes en Irlande, ce qui en fait le quatrième single de Rattle and Hum à avoir été N°1 dans au moins un pays. Le morceau a aussi été n°2 en Australie et en Nouvelle-Zélande, n°4 au Royaume-Uni et enfin n°83 aux États-Unis. Il a été classé 9e dans la liste des « 50 plus grandes chansons d'amour » d' Entertainment Weekly.